# Santa Maria di Monserrato (Tratalias)

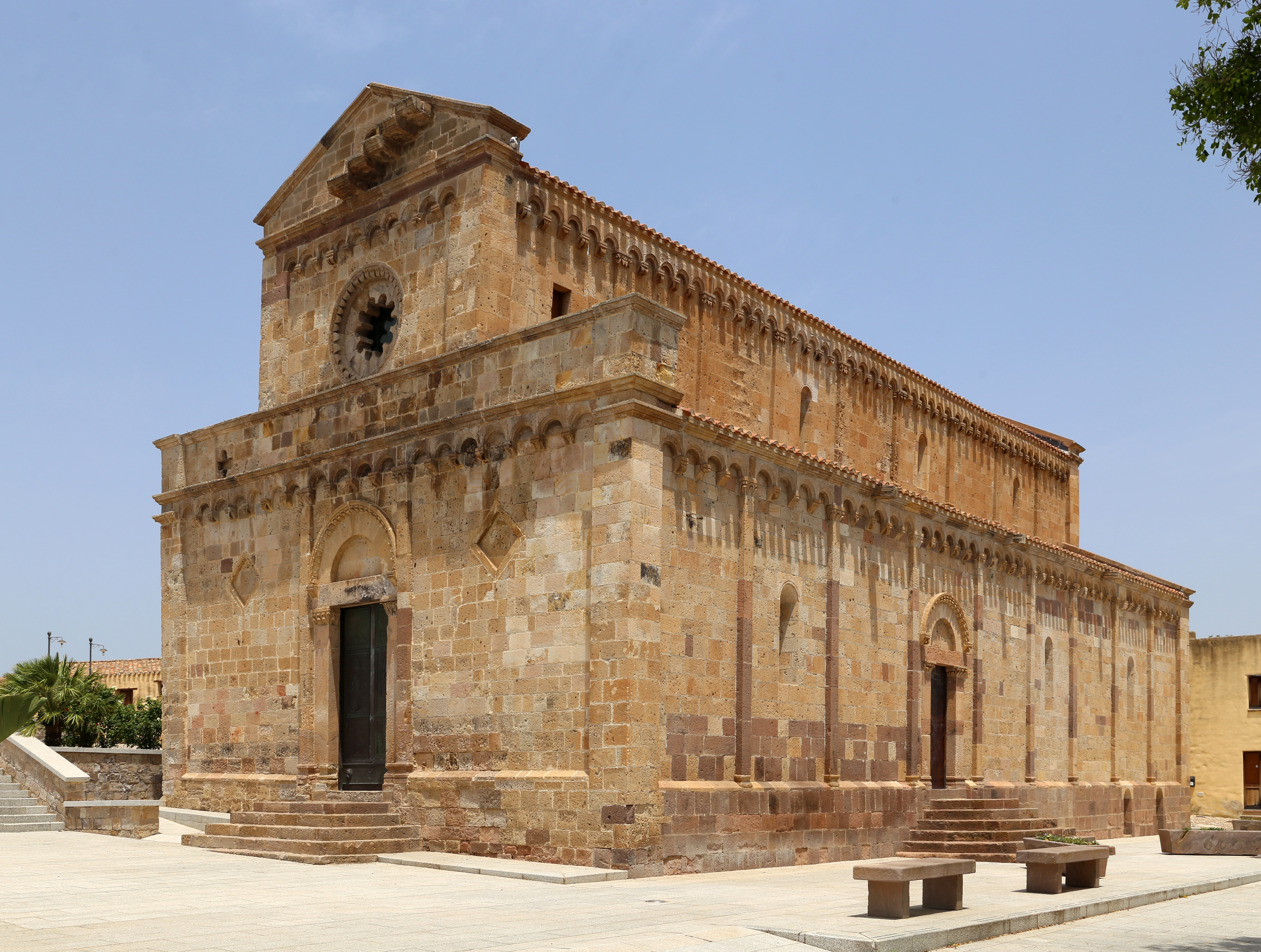
Santa Maria di Monserrato

Die im Jahre 1213 geweihte dreischiffige ehemalige Kathedrale Santa Maria di Monserrato in der „verlassenen Stadt“ Tratalias ist einer der letzten pisanischen Kirchenbauten auf Sardinien. Tratalias liegt im Sulcis in der Provinz Sulcis Iglesiente und hat etwa 1100 Einwohner. Der Ort im mittleren Sulcis war bis 1503 Sitz der Diözese des Sulcis.
Der Übergang von der Romanik zur Gotik, die in San Pietro di Sorres bereits anklang, tritt in dieser schmalen Anlage mit der kleinen Apsis und in einigen Details hervor. Ein Rundfenster im oberen Teil der Fassade, Blendbogenfriese und Rhomben in der Mauerfläche. Desgleichen die Gestaltung des Nordportals, mit spitzbogiger Lünette und dem Architrav mit dem Relief gegenüberstehender Löwen. Im balkengedeckten Innenraum stehen, anstelle von Säulen, Achteckpfeiler mit Akanthusblatt-Kapitellen. Eigenartig ist der Verlauf der Treppe, die vom Nordschiff ins mittlere Giebeldreieck der Frontseite und dann außenliegend aufs Dach führt.